# Чемпионат Панамерики и Океании по дзюдо 2025
Чемпионат Панамерики и Океании по дзюдо 2025 года прошёл 25 — 27 апреля в городе Сантьяго (Чили). Медали разыграли 140 участников из 16 стран (78 мужчин и 62 женщины). Это был третий континентальный форум в Чили — ранее в Сантьяго проходили Панамериканские чемпионаты по дзюдо 1982 и 1994 годов.

## Медалисты

### Мужчины
| Категория               | Золото                        | Серебро                                      | Бронза                                                         |
| ----------------------- | ----------------------------- | -------------------------------------------- | -------------------------------------------------------------- |
| Суперлёгкая (до 60 кг)  | Михель Аугусто · Бразилия     | Джонатан Шарон · Куба                        | Джонатан Бенавидес · Эквадор Джонатан Янг · США                |
| Полулёгкая (до 66 кг)   | Рональд Лима · Бразилия       | Диего Каликс · Сальвадор                     | Жульен Фраскадоре · Канада Ленин Пресиадо ·                    |
| Лёгкая (до 73 кг)       | Джек Йонесука · США           | Даниел Карнин · Бразилия                     | Антонио Торнал · Доминиканская Республика Янис Хасеми · Канада |
| Полусредняя (до 81 кг)  | Габриэль Фалькао · Бразилия   | Киган Янг · Канада                           | Агустин Гил · Аргентина Луан Алмейда · Бразилия                |
| Средняя (до 90 кг)      | Рафаэль Маседо · Бразилия     | Мариано Кото · Аргентина                     | Медексон дель Орбе · Доминиканская Республика Джон Джейн · США |
| Полутяжёлая (до 100 кг) | Леонардо Гонсалвес · Бразилия | Роберт Флорентино · Доминиканская Республика | Франциско Баланта · Колумбия Иво Даргольц · Аргентина          |
| Тяжёлая (свыше 100 кг)  | Энди Гранда · Куба            | Рафаэль Бузакарини · Бразилия                | Джонатан Лойнас · Куба Франциско Солис · Чили                  |

### Женщины
| Категория              | Золото                      | Серебро                       | Бронза                                                  |
| ---------------------- | --------------------------- | ----------------------------- | ------------------------------------------------------- |
| Суперлёгкая (до 48 кг) | Наташа Феррейра · Бразилия  | Мария Селия Лаборде · США     | Мэри ди Варгас · Чили Лаура Васкес · Эквадор            |
| Полулёгкая (до 52 кг)  | Эвелин Битон · Канада       | Джессика Перейра · Бразилия   | Кейси Перефан · Аргентина Аугустина Лахитон · Аргентина |
| Лёгкая (до 57 кг)      | Ширлен Насименто · Бразилия | Мира Холгвин · США            | Бианса Рейс · Бразилия Тинка Истон · Австралия          |
| Полусредняя (до 63 кг) | Науана Силва · Бразилия     | Катрин Бошмен-Пинар · Канада  | Майлин дель Торо · Куба Рафаэла Силва · Бразилия        |
| Средняя (до 70 кг)     | Айофе Кофлан · Австралия    | Селинда Коросо · Эквадор      | Луана Карвальо · Бразилия Элиана Агиар · Венесуэла      |
| Полутяжёлая (до 78 кг) | Бренда Олая · Колумбия      | Корали Годбаут · Канада       | Лианет Кардона · Куба Мария Свон · Австралия            |
| Тяжёлая (свыше 78 кг)  | Беатрис Соуза · Бразилия    | Сидни Эндрюс · Новая Зеландия | Наомис Элизарде · Куба Бриджит Карабали · Колумбия      |

### Смешанные команды
| Команды | Золото   | Серебро | Бронза  |
| ------- | -------- | ------- | ------- |
| Сборные | Бразилия | Куба    | Мексика |

## Общий медальный зачёт
*   Принимающая страна (Чили)
| Место           | Страна                   | Золото | Серебро | Бронза | Всего |
| --------------- | ------------------------ | ------ | ------- | ------ | ----- |
| 1               | Бразилия                 | 10     | 3       | 4      | 17    |
| 2               | Канада                   | 1      | 3       | 2      | 6     |
| 3               | Куба                     | 1      | 2       | 4      | 7     |
| 4               | США                      | 1      | 2       | 2      | 5     |
| 5               | Австралия                | 1      | 0       | 2      | 3     |
| 5               | Колумбия                 | 1      | 0       | 2      | 3     |
| 7               | Аргентина                | 0      | 1       | 4      | 5     |
| 8               | Эквадор                  | 0      | 1       | 3      | 4     |
| 9               | Доминиканская Республика | 0      | 1       | 2      | 3     |
| 10              | Новая Зеландия           | 0      | 1       | 0      | 1     |
| 10              | Сальвадор                | 0      | 1       | 0      | 1     |
| 12              | Чили*                    | 0      | 0       | 2      | 2     |
| 13              | Венесуэла                | 0      | 0       | 1      | 1     |
| 13              | Мексика                  | 0      | 0       | 1      | 1     |
| Всего стран: 14 | Всего стран: 14          | 15     | 15      | 29     | 59    |